# Nerv dorsal al clitorisului

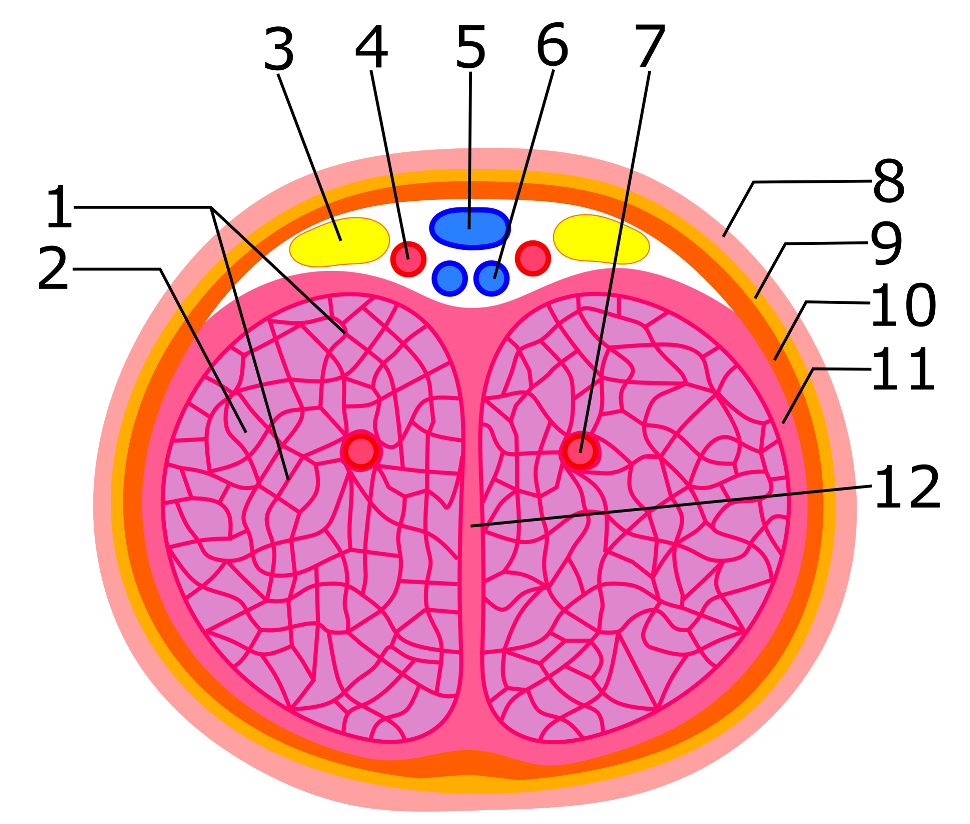
Secțiune transversală prin corpul clitorisului (segmentul prepuțial):
Corpii cavernoși:
1 - Trabecule;
2 - Cavernă (lacună);
Vase și nervi:
3 - Nervul dorsal al clitorisului;
4 - Artera superficială a clitorisului;
5 - Vena dorsală superficială;
6 - Vena dorsală profundă;
7 - Artera profundă a clitorisului;
Învelișuri:
8 - Piele;
9 - Țesut subcutanat;
10 - Fascia clitorisului;
11 - Tunica albuginea;
12 - Septul median al corpului clitorisului.

Nervul dorsal al clitorisului este o ramură a nervului pudendal ce inervează corpii cavernoși clitoridieni. Nervul dorsal continuă deasupra arterei pudendale interne în lungul ramului ischiopubian, acompaniind artera dorsală ce trece prin ligamentul suspensor.

## Omologie
Nerv dorsal al clitorisului este omolog cu nervul dorsal penian la bărbați.